# 과학난제도전 협력지원단
과학난제도전 협력지원단은 과학분야의 난제를 숙의과정을 통해 선정하고, 창의적인 방법으로 연구하는 "과학난제도전 융합연구개발사업"의 효과적인 수행을 위해 지원하는 조직의 필요성이 증가함에 따라 설립된 조직이다.

## 목적
•   현장 연구자들의 적극적 참여 및 연구자 커뮤니티의 활발한 아이디어 교류를 촉진하여 과학난제 상시 발굴체제를 확립한다.
•   과학기술 전 분야에 걸쳐 석학급 전문가 집단의 네트워크를 구축하고, 이를 활용하여 다학제 융합과 폭넓은 협업을 촉진함으로써 난제도전 연구의 성공적 수행을 지원한다.

## 목표
- 난제도전 아이디어를 적극 발굴하고, 과제기획과정에서 연구자의 의견이 적극 반영될 수 있도록 지원한다.

- 난제도전에 관심이 있는 연구자들의 아이디어 교류를 촉진시킨다.

- 성공과 실패 평가를 지양하고, 중간 토론방식의 성과발표를 실시하고 컨설팅 및 성과 공유를 통해 도전과 문제해결형 연구문화를 장착한다.

## 역할
- 국내외 과학난제 현황 조사 및 분석, 연구자 난제후보군 의견수렴 등을 통한 과학난제 도전영역 및 예시과제를 선정한다.
- 선정된 과학난제 도전영역으로 사전 참여의향서 공개 접수 후, 난제별 팀 구성 및 세부 추진전략을 마련한다.
- 성과공유 및 단계평가 등을 위한 성과발표회를 개최하고 연차리포트 등을 발간함으로써 홍보를 강화한다.
- 국내외 과기계 전문가, 인문사회 등을 포함한 다양한 전문가로 구성된 추진위원회 및 전문위원회의 자문 및 컨설팅을 실시한다.

## 효과
가. 선순환 도전•창의 R&D 생태계 조성
(1) 연구자들이 자발적이고 능동적으로 국가연구개발사업기획 참여하도록 장려하였다.
(2) 과학기술사회에 창의적인 아이디어 교류와 논의의 장을 마련함으로써 활발한 협업연구 환경을 조성하였다.
(3) 우리나라의 도전적인 연구문화를 이끌고 인류 공영에 기여한다는 연구 본연의 목적을 추구하는 국가연구개발사업의 운영철학을 수립하였다.

나. 국민 삶의 질 및 R&D 경쟁력 제고
(1) 수월성과 독창성을 추구하는 R&D를 장려함으로써 국민들의 환경, 사회•문화, 경제•산업 향상에 일부 기여하였다
(2) 국제과학사회에서 한국의 위상 및 인지도를 파악하였다.